# Ligne 6 du métro de São Paulo
La ligne 6–Orange est un projet du métro de São Paulo. Dans sa première phase, elle reliera la station São Joaquim, qui existe déjà sur la Ligne 1–Bleue, à une future station à construire dans le district de Brasilândia. Dans une deuxième phase, il sera étendu de la région de la Rodovia dos Bandeirantes, dans la zone nord, à Cidade Líder, dans la zone est,. Comme elle passe à proximité de plusieurs collèges, tels que UNIP, FMU, FGV, PUC-SP, Université presbitérienne Mackenzie et FAAP, elle a été surnommée "Ligne des universités".
Initialement, les travaux sur la ligne devaient démarrer en 2010, mais ce démarrage a été reporté à 2012 puis à juillet 2013,. La fin des travaux était prévue pour 2012, mais a ensuite été reportée à 2013, 2017, 2019, 2020 et 2021,. Cependant, les travaux n'ont officiellement commencé que le 13 avril 2015, lorsque la prévision de livraison complète pour 2020 a été annoncée,, mais le 22 juin 2016 lors de la visite du gouverneur Geraldo Alckmin aux travaux de la future gare João Paulo I, le secrétaire des transports métropolitains, Clodoaldo Pelissioni, a déclaré : "En raison d'un retard d'un an dans la réception du financement de la Caixa Econômica Federal, nous avons eu un léger retard dans le paiement des expropriations". Par conséquent, la prévision de livraison a été reportée à 2021,,.
Le 5 septembre 2016, les travaux de la ligne 6 ont été suspendus sine die, en raison de la difficulté alléguée par le consortium Move SP à obtenir un financement de 5,5 milliards de reais de la BNDES. Cependant, le secrétaire des transports métropolitains, Clodoaldo Pelissioni, a déclaré qu'il essaierait d'aider le consortium avec un financement bancaire et espérait résoudre le problème d'ici la fin de l'année. Selon lui, la livraison de 15,9 kilomètres et de quinze stations sur la ligne serait toujours maintenue pour mai 2021. En octobre 2017, la livraison complète de la ligne était prévue pour novembre 2021.
En janvier 2018, il a été annoncé que "la société brésilienne RuasInvest Participações SA acquerra jusqu'à 15% de l'entreprise, aux côtés de Chinese China Railway Capital Co. Ltd. et China Railway First Group Ltd., qui font partie de China Railway Groupe Engineering Corporation Ltd. (CREC) et détiendra une participation de 50 % dans la concession ; et par le groupe d'investisseurs japonais emmené par Mitsui, qui en détiendra 35%", avec comme date limite d'ouverture prévue fin 2021.
Après le retrait du groupe CREC, le gouvernement de São Paulo a commencé à négocier la concession de la ligne 6 avec le groupe espagnol Acciona. Après que le groupe espagnol ait conclu un accord avec Move São Paulo, il a transmis sa documentation au gouvernement de São Paulo, qui analyse toujours la documentation. En octobre 2020, la reprise des travaux a été annoncée, avec une date d'achèvement en 2025.

## Historique

### Arrière plan

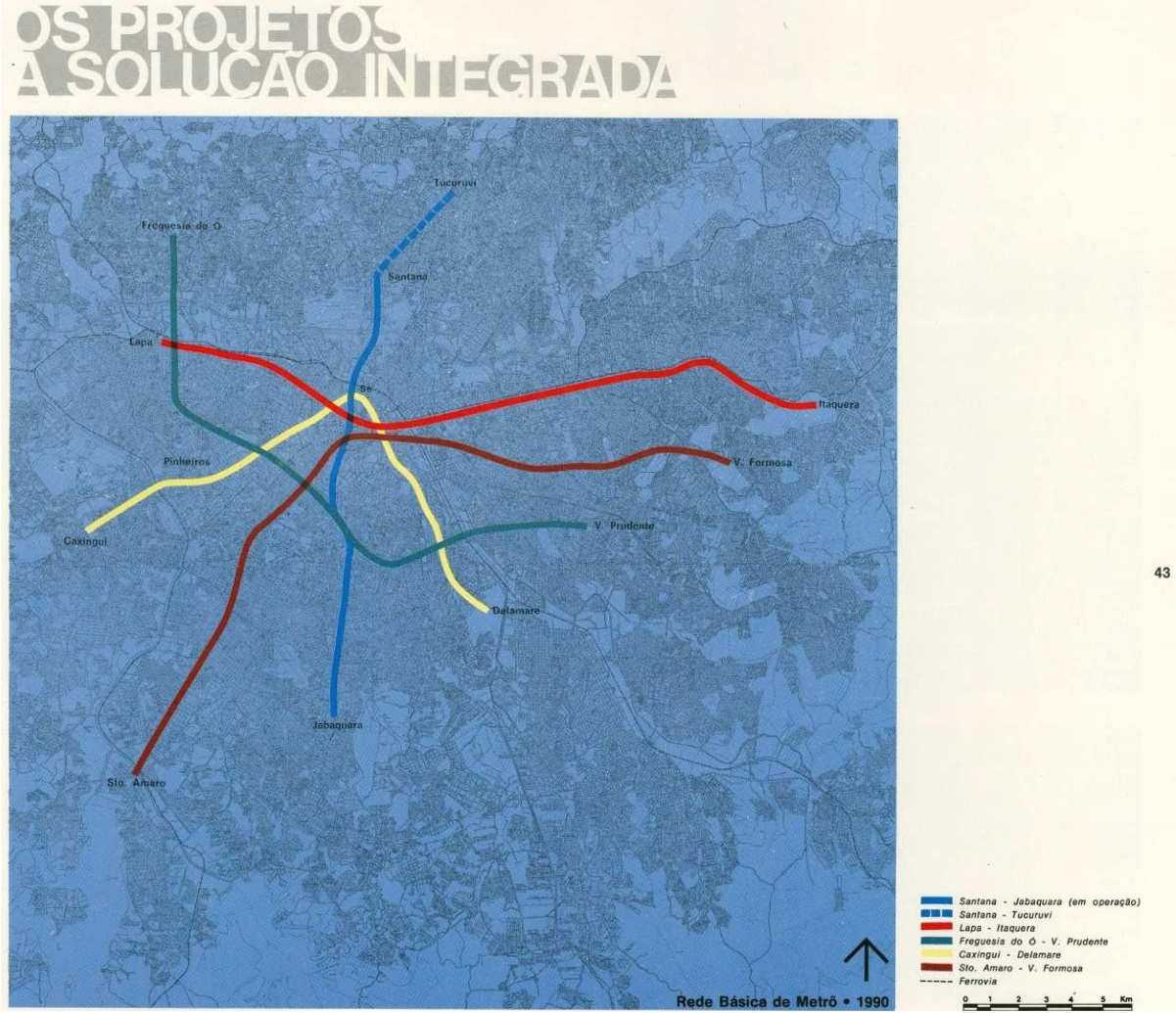
Projet de réseau de base du métro pour 1990, préparé en 1975

Le premier projet de ligne de métro à Freguesia do Ó a vu le jour en 1975, lorsque la Companhia do Metropolitano a promu la première mise à jour du Plan réseau basique du métro, élaboré en 1968. Dans la modification proposée, la Linha Paulista serait étendue de Vila Madalena à Freguesia do Ó. La proposition a été abandonnée faute de ressources.
À la fin des années 1980, les habitants de Freguesia do Ó ont créé une campagne revendiquant la création d'une ligne et d'une station dans ce quartier. La campagne a évolué vers le Forum Pró-Metrô, fondé en 1990 par le journaliste Célio Pires (du journal Brasilândia News) et par le vicaire de l'église de Nossa Senhora do Ó, le père Noé Rodrigues (1917-2012), parmi les autres. En 2003, le professeur João Mota a rejoint le forum. Pendant quinze ans, le Forum Pró-Metrô a sollicité des autorités et des associations, telles que l'Association des ingénieurs et architectes du métro, et a présenté une proposition pour la mise en œuvre du métro à Freguesia do Ó,,.
Après un grand lobby du Forum Pró-Metrô avec des politiciens du PSDB, en 2005, le secrétaire des transports métropolitains de l'époque, Jurandir Fernandes, a accepté d'analyser la réclamation, et la proposition de porter un projet à la Freguesia do Ó a été incluse dans le Plan intégré de transports urbains - Horizont 2025 (PITU-2025), présenté en 2006, étant la première fois que la Companhia do Metropolitano acceptait un projet populaire d'expansion du réseau de métro. Après avoir vérifié la viabilité technique de la mise en œuvre du métro, la première proposition a été développée à travers une nouvelle ligne, qui relierait Freguesia do Ó à la station São Joaquim, avec des intégrations avec les lignes CPTM et Metro.

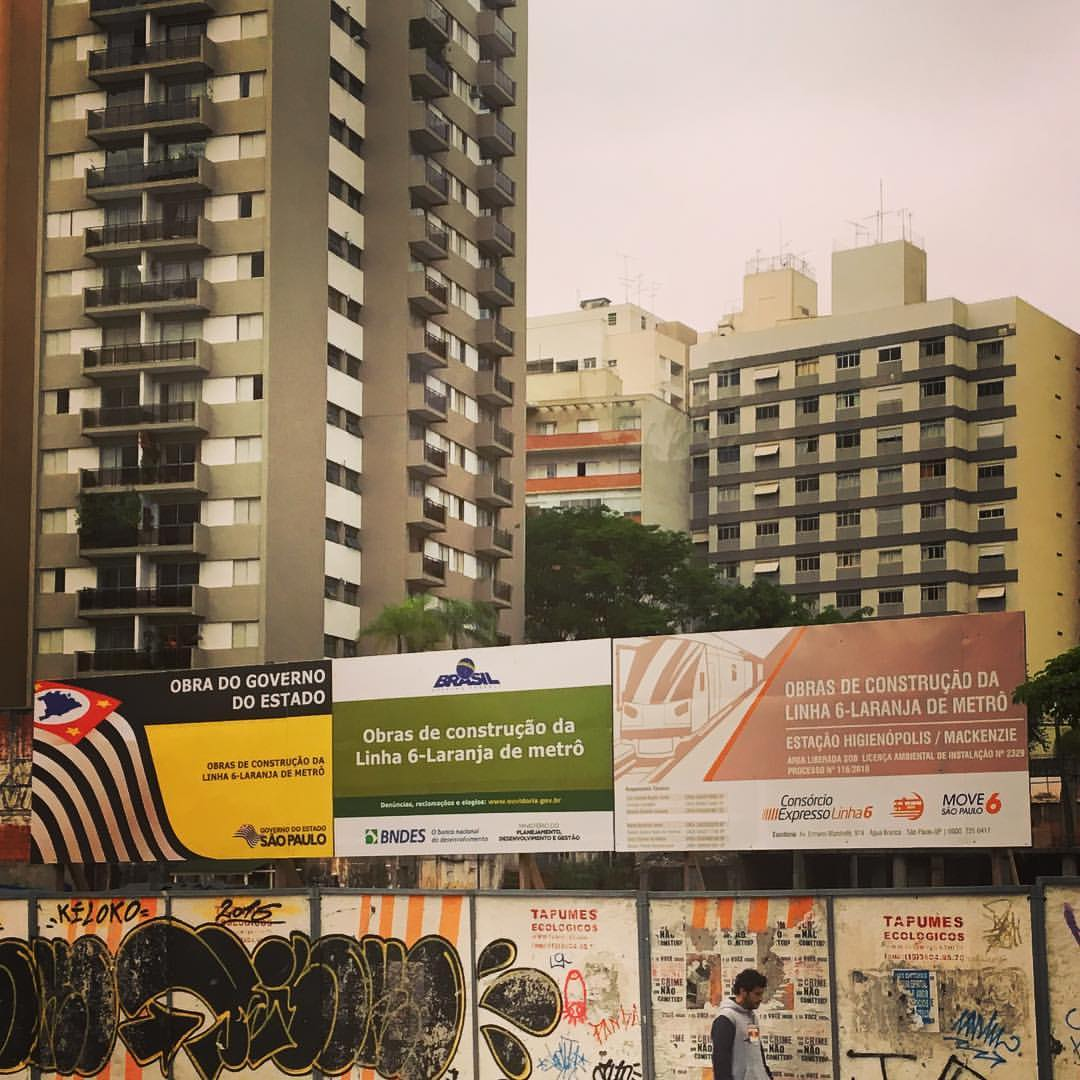
Travaux de la station Higienópolis–Mackenzie, novembre 2016.

La nouvelle ligne sera reliée aux lignes 7–Rubis et 8–Diamant de la CPTM et aux lignes 1–Bleue et 4–Jaune du Métro, plus deux autres lignes en projet du Métro toujours sans horaire défini, reliant le Nord-Ouest, l'Ouest, le Centre et Sud-Est de São Paulo, couvrant 18,4 kilomètres de long, avec dix-sept stations. La demande prévue pour cette ligne est de 600 000 passagers par jour. En 2008, la prévision était que les travaux commenceraient en 2010, avec une prévision de démarrage partiel des opérations en 2012 et une pleine exploitation jusqu'au début de 2015, mais deux ans plus tard, il était déjà prévu que le projet exécutif ne ferait qu'être finalisé en 2011, avec des premières stations ouvertes entre 2013 et 2014 voire en 2016, selon certains ingénieurs du métro.
Le 25 mars 2008, le gouvernement de l'État et la ville de São Paulo se sont engagés à livrer la nouvelle ligne de métro d'ici 2012. Le 26 mai, la direction municipale a transféré 75 millions de reais à l'État pour financer les avant-projets de construction de cette ligne,. Dans un premier temps, l'exploitation de la ligne sera du ressort du Metrô, mais il reste encore la possibilité d'établir un Partenariat Public-Privé. Selon le secrétaire José Luiz Portella, dans un communiqué de 2008, "deux ou trois gares" pourraient être inaugurées en 2011.
À l'autre bout de la ligne, le gouverneur José Serra a annoncé le 4 décembre 2008 qu'il y aurait deux succursales partant de Freguesia do Ó vers la périphérie de la zone nord, une à Brasilândia, à côté d'une gare routière étudiée par le hôtel de ville, et un autre à Vila Nova Cachoeirinha, à Largo do Japonês, à côté d'un terminus de bus existant. Ce serait la première fois que le métro de São Paulo utiliserait un tracé en forme de "Y", quelque chose qui existe déjà aux États-Unis, en Europe et en Australie, en plus d'exister également dans d'autres systèmes brésiliens, tels que le métro de Brasilia. Le directeur de la planification du métro, Marcos Kassab, a expliqué qu'il ne serait pas nécessaire de changer à la station Freguesia do Ó, car les trains passeraient alternativement sur la ligne avec différentes destinations. L'idée a fini par être abandonnée et l'appel d'offres ne porterait que sur l'embranchement vers Brasilândia.
Le gouvernement de São Paulo n'a pas transféré les soixante-dix millions de reais qui étaient inclus dans le budget des travaux pour 2009. En 2010, le projet prévoyait que la ligne serait longue de seize kilomètres, entre Freguesia do Ó et la gare de São Joaquim, sur la Ligne 1-Bleue. L'année suivante, il a été question d'extensions à Jardim Anália Franco à l'est, avec intégration avec la ligne 10-Turquoise de la CPTM dans la région de Mooca, et à Pirituba au nord, avec intégration avec ligne 7-Rubis de la CPTM, à servir un centre d'événements que la mairie a l'intention de construire dans la région. Ainsi, la ligne pourrait soulager la ligne 2–Verte, qui montrait déjà des signes de saturation. Ces extensions ont été annoncées avant que le gouverneur Geraldo Alckmin n'approuve le changement d'itinéraire. Selon Jornal da Tarde, la ligne 6 a commencé à gagner la priorité du gouvernement de l'État en raison des imbroglios impliquant le prolongement de la ligne 5, dont les travaux étaient paralysés depuis fin 2010.

### Projet et construction
En février 2011, le gouvernement de l'État a annoncé qu'il avait l'intention de réaliser tous les investissements dans les travaux de génie civil, mais qu'il devrait conclure un partenariat public-privé (PPP) similaire à celui de la ligne 4 – Jaune pour l'acquisition et l'installation de trains et de systèmes d'exploitation et d'alimentation. L'avis d'appel public pour convoquer les personnes intéressées par le PPP a été publié le 6 octobre. À l'époque, il était prévu que le dernier avis de construction (évalué à dix milliards de reais) soit publié en 2012. L'annonce comprenait l'itinéraire prioritaire entre Brasilândia et São Joaquim, en plus de deux tronçons supplémentaires, vers Cidade Líder, à l'est, et vers la Rodovia dos Bandeirantes, à l'ouest. Si tout est terminé, la ligne deviendra, avec 33 stations, la plus importante du réseau de métro.
Le projet initial a été modifié fin 2011, avec des modifications telles que la construction d'accès à la gare à la place des bâtiments classés. En janvier 2012, JT a répertorié 26 propriétés classées à proximité de la ligne, y compris des manoirs, des maisons de ville, des usines et des écoles. Dans le cas de ceux qui seraient démolis, le Metrô a alors décidé de les incorporer dans la construction, en conservant les éléments architecturaux des façades, comme dans le cas de l'accès à la station Bela Vista, dans des maisons à deux étages situées aux numéros 1 512 et 1 523 de l'avenue Brigadeiro Luís Antônio. "Les utilisateurs entreront par les propriétés. Dans l'une d'elles, il y a aujourd'hui un bar", illustrait le responsable de la Conception d'architecture du métro, Alfredo Nery Filho, au JT en janvier 2012, citant le cas de la station Bela Vista. "Nous pourrions reconcevoir l'accès et ne pas utiliser ces propriétés. Mais, comme la Conpresp était intéressée à les récupérer, nous avons décidé de les utiliser et de les restaurer selon la technique exigée par l'agence de protection." Dans le cas de la station São Joaquim, les maisons aux numéros 34, 36, 44 et 46 de la Rua Pirapitingui ne seront pas expropriées, le Metrô ayant choisi de réduire au maximum l'accès pour économiser de l'immobilier.
L'avant-projet, présenté en avril 2012, définissait que la ligne aurait les stations les plus profondes du système, la station Cardoso de Almeida ayant une profondeur de 58 mètres et une vingtaine d'escaliers mécaniques. La station São Joaquim disposera de 32 escaliers mécaniques, bien que moins profonds (45 mètres). Les stations Brasilândia et Vila Cardoso doivent être interconnectées avec les terminus de bus.
Le contrat a été signé le 18 décembre, lorsqu'Alckmin a annoncé que la ligne serait partiellement ouverte en 2018, une nouvelle prolongation du délai de livraison. La livraison complète de la ligne était prévue pour 2020. Le délai pour le début des travaux était encore prévu pour le premier semestre 2014, mais il n'a pas été respecté.
En septembre 2014, le processus d'expropriation a été interdit, car deux juges ont compris que le transfert de fonds par le gouvernement au concessionnaire pour le paiement des expropriations était irrégulier, en raison d'une loi fédérale. Pour eux, cela rendait caduc le contrat signé en décembre. Le coût estimé des expropriations était de 673,6 millions de reais. L'un des juges a critiqué le changement d'avis, intervenu en août 2013, en raison du manque d'entreprises intéressées : « L'absence d'intéressés ne justifie pas la manœuvre menée par l'État, au mépris de la loi, s'inclinant de manière flagrante devant l'intérêt particulier." Le consortium Move São Paulo a promis que cette décision n'entraînerait pas de retards dans la livraison des travaux et qu'il ferait appel.
Enfin, le début des travaux a eu lieu le 13 avril 2015, avec une date d'achèvement estimée à 2021. Les travaux ont commencé par un puits de ventilation et une issue de secours (VSE Tietê), d'où partait un shield ("tatuzão") dans chaque direction de la ligne. La première station, Freguesia do Ó, a commencé la construction le 22 septembre.
En septembre 2016, le consortium chargé de la construction de la ligne a annoncé la suspension des travaux pour une durée indéterminée, faute de fonds en raison de problèmes de financement à long terme, ce qui pourrait entraîner de nouveaux retards dans les prévisions de mise en opération.
Le matin du 1er février 2022, une canalisation d'égouts de Sabesp s'est rompue au-dessus du tunnel nouvellement creusé de la ligne, dans le tronçon qui passe sous la rivière Tietê, inondant les tunnels et les puits construits par Acciona. Un trou s'est également ouvert sur Marginal Tietê, entraînant la fermeture temporaire d'un tronçon de l'avenue et la suspension de la rotation municipale. Les causes de l'incident font l'objet d'une enquête, mais on sait déjà que le tunnelier n'a pas atteint le réseau d'égouts. Aucun décès n'a été enregistré à la suite de l'incident.

## Caractéristiques
Comme la ligne devrait être entièrement souterraine, le secrétaire d'État aux Transports métropolitains, Jurandir Fernandes, a déclaré en septembre 2012 qu'elle devrait être "l'une des plus difficiles" à construire. La raison en est que cela découpera la ville en régions avec beaucoup de dénivelé. "Elle passera par des hauts et des bas", a expliqué Fernandes. "Il passe, par exemple, dans la haute région où se trouve PUC, sur la rua Cardoso de Almeida, puis sous l'avenue Pacaembu. Mais la ligne ne peut pas avoir de hauts et de bas. Ça va presque dans un plan." Pour faciliter l'accès aux quais, le métro a envisagé d'utiliser des ascenseurs de grande capacité et de nombreux escaliers mécaniques.
La moyenne quotidienne attendue pour la ligne 6 est de six cent mille, à huit cent mille voyageurs.

## Projets de stations
Voici la liste des stations prévues pour la ligne 6. La ligne desservira Hospital Brasilândia, prévu pour 2019, à la station Vila Cardoso, Hospital Geral de Vila Penteado et CEU Freguesia do Ó, prévu pour mi-2020, à la station Itaberaba, tous situés dans le district de Freguesia do Ó.

### Stations de projet avancé (tronçon Brasilândia–São Joaquim)
Liste des stations officiellement présentées aux audiences publiques :
| Nom de la station      | Intégrations                                         | Arrondissement |
| ---------------------- | ---------------------------------------------------- | -------------- |
| Brasilândia            | Terminus de bus                                      | Freguesia do Ó |
| Vila Cardoso           | Terminus de bus                                      | Freguesia do Ó |
| Itaberaba              |                                                      | Freguesia do Ó |
| João Paulo I           | Terminus de bus                                      | Freguesia do Ó |
| Freguesia do Ó         |                                                      | Freguesia do Ó |
| Santa Marina           | Couloir Inajar-Rio Branco-Centro                     | Barra Funda    |
| Água Branca            | Ligne 7–Rubis (CPTM) et Ligne 8–Diamant (CPTM)       | Lapa           |
| SESC–Pompeia           |                                                      | Perdizes       |
| Perdizes               |                                                      | Perdizes       |
| PUC-Cardoso de Almeida |                                                      | Perdizes       |
| FAAP-Pacaembu          |                                                      | Consolação     |
| Higiénopolis–Mackenzie | Ligne 4–Jaune et Couloir Campo Limpo-Rebouças-Centro | Consolação     |
| 14 Bis                 | Couloir Santo Amaro-Nove de Julho-Centro             | Bela Vista     |
| Bela Vista             |                                                      | Bela Vista     |
| São Joaquim            | Ligne 1–Bleue                                        | Liberdade      |

### Stations à l'étude (section Bandeirantes–Brasilândia)
Liste des stations à l'étude, présentée par le métro au congrès Cresce Brasil de la Fédération Nationale des Ingénieurs.
| Nom de la station             | Intégrations         |
| ----------------------------- | -------------------- |
| Bandeirantes                  |                      |
| Vila Clarice                  | Ligne 7–Rubis (CPTM) |
| Centro de Convenções Pirituba |                      |
| Velha Campinas                |                      |
| Morro Grande                  |                      |

### Stations à l'étude (tronçon São Joaquim–Cidade Líder)
Liste des stations à l'étude, présentée dans le rapport de développement durable 2016 de la Companhia do Metropolitano de São Paulo. Ce tronçon projeté fait actuellement partie de la ligne 16–Violette.
| Nom de la station  | Intégrations              |
| ------------------ | ------------------------- |
| Aclimação          |                           |
| Largo Cambuci      |                           |
| Vila Monumento     | Expresso Tiradentes       |
| São Carlos         | Ligne 10–Turquoise (CPTM) |
| Parque da Mooca    |                           |
| Vila Bertioga      |                           |
| Alvaro Ramos       |                           |
| Anália Franco      | Ligne 2–Verte             |
| Abel Ferreira      |                           |
| Renata             |                           |
| Cipriano Rodrigues |                           |
| Vila Antonieta     |                           |
| Río das Pedras     |                           |
| Cidade Líder       |                           |

### Stations à l'étude (Cidade Líder–Iguatemi/Jardim Colonial)
Liste des stations à l'étude, présentée en 2016 par la Companhia do Metropolitano de São Paulo dans le Plan de développement urbain intégré pour la région métropolitaine de São Paulo de l'Emplasa :
| Nom de la station        | Intégrations                            |
| ------------------------ | --------------------------------------- |
| Cidade Líder             |                                         |
| Río das Pedras           | Ligne 14 de la CPTM (Santo André-Cecap) |
| Iguatemi/Jardim Colonial | Ligne 15–Argent                         |